# Tasmanomysis oculata
Tasmanomysis oculata är en kräftdjursart som beskrevs av Fenton 1985. Tasmanomysis oculata ingår i släktet Tasmanomysis och familjen Mysidae. Inga underarter finns listade i Catalogue of Life.